# Amphipyra insignis
Amphipyra insignis là một loài bướm đêm trong họ Noctuidae.